# Pitesamische Sprache

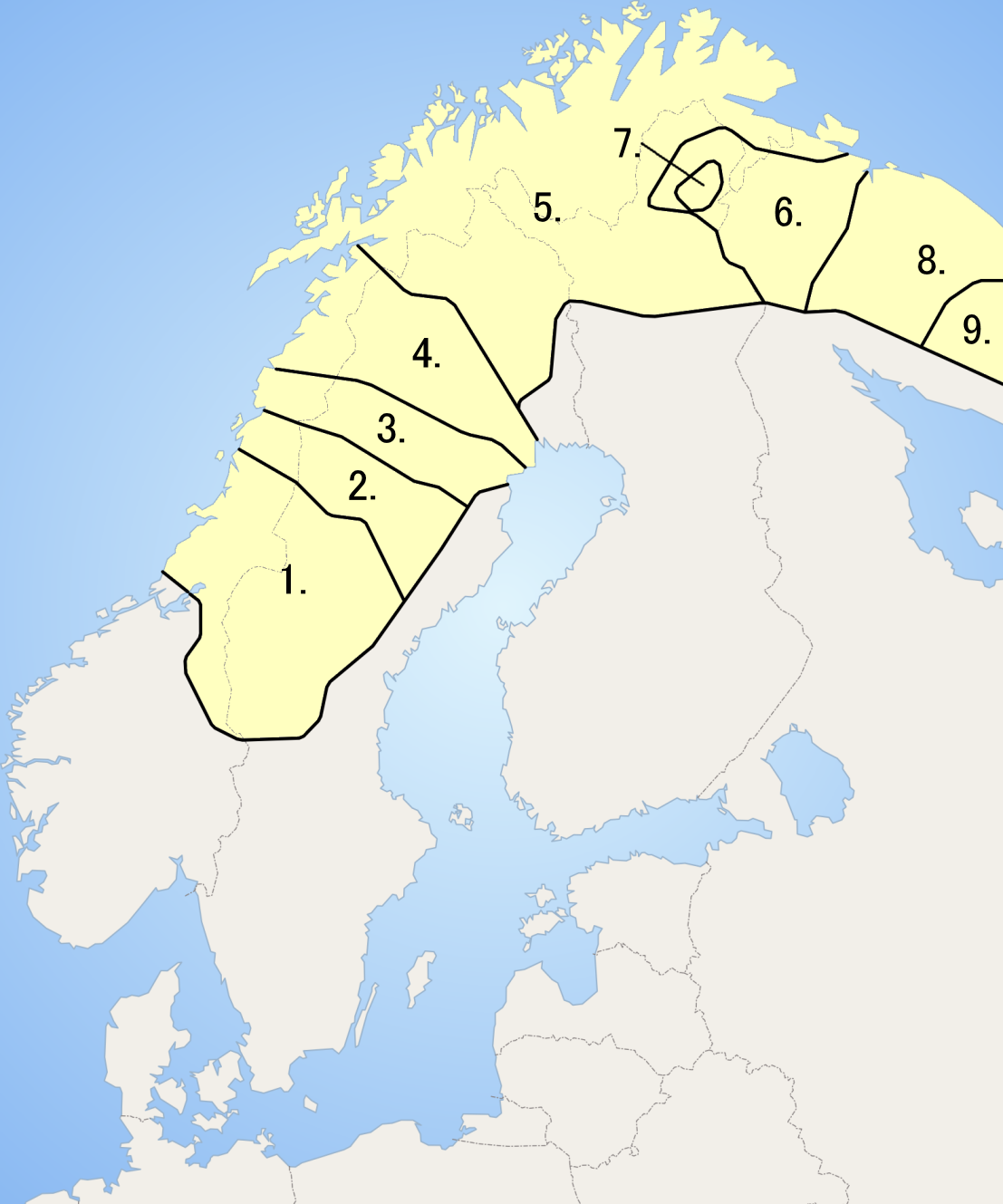
Verbreitungsgebiet des Pitesamischen (Nr. 3) im samischen Sprachraum

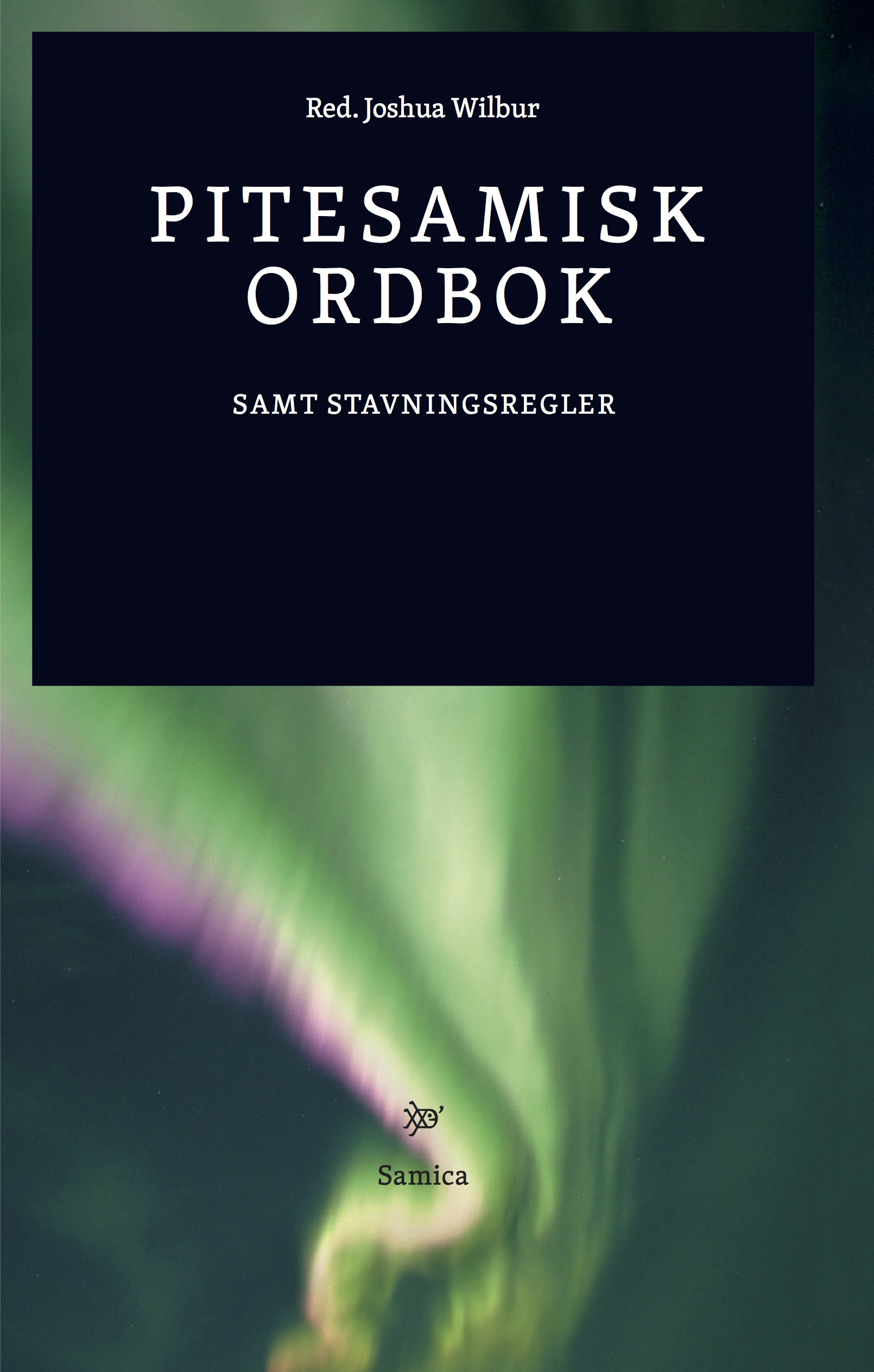
Einband des pitesamisch-schwedischen Wörterbuchs von Joshua Wilbur

Pitesamisch, Pite Saami, auch Arjeplogssamisch, ist eine samische Sprache, die aktuell von ca. 30 Personen gesprochen wird, deren Familien aus der Gemeinde Arjeplog im schwedischen Lappland stammen. Historisch wurde das Pitesamische auch in den angrenzenden Gebieten in Norwegen gesprochen.

## Ethnolinguistische Daten

### Familie
Pite Saami bildet einen Zweig innerhalb der Saami-Sprachen, die wiederum zur uralischen Sprachfamilie gezählt werden.

### Geografie
Pite Saami wird in der Gemeinde Arjeplog im schwedischen Lappland sowie in angrenzenden Gebieten Norwegens gesprochen.

### Bezeichnung
Pite Saami wird manchmal auch als Arjeplog Saami bezeichnet, das Endonym lautet Bidumsáme Giella bzw. Bisumsáme Giella, was übersetzt etwa „die Sprache der Pite Saami“ bedeutet. Oft bezeichnen die Pite Saami-Sprecher ihre Sprache auch einfach als Saami.

### Sprachstatus
Angehörige des Pite Saami-Volkes führten traditionell ein Leben als Halbnomaden und Rentierhirten, teilweise aber auch als sesshafte Bauern, Fischer und Jäger. Ihre Kultur und Sprache wurden lange Zeit durch die vorherrschende nordgermanische Kultur unterdrückt, was insbesondere ab dem 18. Jahrhundert systematisiert wurde. Pite Saami-Angehörige konvertierten zunächst zum Christentum, ab dem 19. Jahrhundert setzten zusätzliche Assimilierungsprogramme ein. Die Kinder wurden in spezielle Nomadenschulen geschickt, wo es ihnen untersagt war, Pite Saami zu sprechen, und sie von ihren Familien und somit von ihrem traditionellen kulturellen Alltag ferngehalten wurden. Heutzutage gibt es kaum noch Angehörige der Pite Saami, die ein traditionelles Leben führen. Die meisten sind sesshaft geworden, leben in Dörfern und Städten und sprechen hauptsächlich Schwedisch. Politisch hat in den vergangenen Jahrzehnten eine Kehrtwende stattgefunden und der Wille zur Erhaltung der Saami-Sprachen und ihrem kulturellen Erbe macht sich bemerkbar. Problematisch ist dabei jedoch, dass die vielen Untergruppen kaum berücksichtigt werden und nur als „Saami“ zusammengefasst betrachtet werden. Das führt dazu, dass kleinere Gruppen wie Pite Saami nicht nur durch das Schwedische, sondern auch durch größere Saami-Sprachen wie beispielsweise Nordsaami bedroht werden, da diese stärkere Förderung durch die Behörden erfahren. Unter den etwa 2000 ethnischen Pite Saami-Angehörigen wird die Zahl der aktiven Sprecher derzeit auf nur noch 30 geschätzt, die außerdem alle bereits zur älteren Generation über 50 zählen. Damit ist Pite Saami vom Aussterben bedroht.

## Phonologie
Das Phoneminventar von Pite Saami umfasst 44 Konsonanten und 9 Vokale.

### Konsonanten
|               | bilabial                      | labiodental                 | alveolar                          | post-alveolar                             | palatal           | velar                         | uvular | glottal       |
| ------------- | ----------------------------- | --------------------------- | --------------------------------- | ----------------------------------------- | ----------------- | ----------------------------- | ------ | ------------- |
| Plosive       | p (b) ʰp (p) pː (bb) ʰpː (pp) |                             | t (d) ʰt (t) tː (dd) ʰtː (tt)     |                                           |                   | k (g) ʰk (k) kː (gg) ʰkː (kk) |        |               |
| Nasale        | m (m) mː (mm)                 |                             | n (n) nː (nn)                     |                                           | ɲ (nch) ɲː (nnch) | ŋ (nmn) ŋː (nnmn)             |        |               |
| Trills        |                               |                             | r (r) rː (rr)                     |                                           |                   |                               |        |               |
| Frikative     |                               | f (f) fː (ff) v (v) vː (vv) | s (s) sː (ss) z (z) zː (zz)       | ʃ (sch) ʃː (ssch) ʒ (zxh) ʒː (zzxh)       |                   |                               |        | h (h) hː (hh) |
| Approximanten |                               |                             | l (l) lː (ll)                     |                                           | j (j) jː (jj)     |                               |        |               |
| Affrikaten    |                               |                             | ts (c) ʰts (x) tsː (cc) ʰtsː (xx) | tʃ (csh) ʰtʃ (xzh) tʃː (ccsh) ʰtʃː (xxzh) |                   |                               |        |               |

Wie aus der obigen Tabelle ersichtlich, existieren alle Plosive und Affrikaten in einer nicht-aspirierten und in einer präaspirierten Variante. Zusätzlich gibt es in allen Kategorien die Zweiteilung in eine Geminate und das entsprechende einfach gesprochene Gegenstück. Präaspirierte Konsonanten und Geminaten kommen nur im Konsonantenzentrum vor.
Beispiele:
Plosiv: bena – /pena/ – „Hund“
Plosiv (Geminate): bägga – /pɛkːa/ – „Wind“
präaspirierter Plosiv: dåhpe – /tɔʰpe/ – „Haus“
präaspirierter Plosiv (Geminate): máhttet – /maːʰtːe-t/ – „können“
Das Phänomen der Präaspiration wird im Pite Saami unterschiedlich realisiert, je nachdem, welcher Laut davor steht. Stimmlose einfache Plosive unterliegen am Wortende zusätzlich der Postaspiration. Im Pite Saami sind Konsonantencluster häufig, sie können aus bis zu drei Phonemen bestehen.

### Vokale
Im Pite Saami existieren acht Monophthonge (/i e ԑ a aː u o ɔ/) und ein Diphthong (/ua/). Die beiden Monophthonge /e/ und /o/ werden jedoch als leichte Diphthonge ausgesprochen. Die Position V1 kann von allen Vokalen besetzt werden, V2 von allen Monophthongen außer /ԑ/ und V3 von /i ԑ a u/.

## Prosodie
Der überwiegende Teil der Wörter im Pite Saami ist zweisilbig, nur einige wenige Funktionswörter (Interjektionen, Konjunktionen und Pronomen) sind einsilbig.
Die folgenden Konsonant-Vokal-Muster sind bei einsilbigen Wörtern möglich:
| phonologisches Muster | Beispiel | IPA    | Übersetzung                     |
| --------------------- | -------- | ------ | ------------------------------- |
| VC                    | aj       | aj     | 'auch'                          |
| CV                    | dä       | tɛ     | 'dann'                          |
| CVC                   | jus      | jus    | 'falls'                         |
| CVCC                  | gujt     | kujt   | 'definitiv'                     |
| CVCCC                 | dájst    | taːjst | 'von diesen' (DEM-PROX-ELAT.PL) |

Die Grundstruktur eines jeden mehrsilbigen pitesamischen Wortes ist in der folgenden Tabelle dargestellt:
|                     | --- PROSODISCHER FUSS --- | --- PROSODISCHER FUSS --- | --- PROSODISCHER FUSS --- | --- PROSODISCHER FUSS --- | --- PROSODISCHER FUSS --- |    |     |
|                     |                           | --- KERN ---              | --- KERN ---              | --- KERN ---              |                           |    |     |
| ------------------- | ------------------------- | ------------------------- | ------------------------- | ------------------------- | ------------------------- | -- | --- |
|                     | ccc                       | V                         | ccC                       | V                         | ccc                       | v  | ccc |
|                     | Fuß-Onset                 | V1                        | Konsonantenzentrum        | V2                        | C2                        | V3 | C3  |
|                     |                           |                           |                           |                           |                           |    |     |
|                     | BEISPIELE                 |                           |                           |                           |                           |    |     |
| ‚haben‘ (SG.IMP)    |                           | a                         | n                         | e                         |                           |    |     |
| ‚Hund‘              | p                         | e                         | n                         | a                         |                           |    |     |
| ‚küssen‘ (2.SG.PRS) |                           | u                         | vː                        | a                         | t                         | a  |     |
| saːkasta-v          | s                         | aː                        | k                         | a                         | st                        | a  | v   |

Ein Wort in Pite Saami besteht mindestens aus einem Konsonanten und einem Vokal (CV bzw. VC). Die minimale Struktur (der Kern) mehrsilbiger Wörter ist VCV, meist sind sie jedoch komplexer. Der prosodische Fuß entspricht dem trochäischen Muster, das heißt die erste Silbe ist betont, die zweite unbetont. Die Intonation äußert sich dabei, wie beim trochäischen Rhythmus üblich, durch erhöhte Intensität und Tonlage, nicht jedoch durch eine Änderung der Tonlänge. Ist die Anzahl der Silben ungerade, bleibt die letzte unbetont.
Einige Lehnwörter aus dem Schwedischen bilden eine Ausnahme von diesem Muster und haben, wie im schwedischen Ursprungswort, eine unbetonte erste Silbe. Beispiel: departemännta – /deˈparteˌmɛnːta/ („Abteilung“)
Welche Phoneme in den entsprechenden Positionen in der obigen Tabelle vorkommen können, ist innerhalb des prosodischen Fußes nicht beschränkt, in den Positionen V3 und C3 sind jedoch nur bestimmte Vokale und Konsonantencluster erlaubt. Außerdem unterliegt nur der prosodische Fuß morphophonologischen Veränderungen.
Die Prosodie auf Satzebene macht sich durch eine Abschwächung der Intensität zum Ende eines Deklarativsatzes hin bemerkbar. Die letzten ein bis drei Silben werden stark abgemildert ausgesprochen, was sich durch Verlust der Stimmhaftigkeit bis hin zum Flüstern äußert.

## Morphologische Muster
Pite Saami ist eine synthetische Sprache und weist folgende Flexionskategorien auf:
| Wortklasse/ Subkategorie       | Flexionskategorien              |
| ------------------------------ | ------------------------------- |
| Verben                         |                                 |
| - finite Formen                | Person, Tempus, Modus           |
| -infinite Formen               | Aspekt, Konnegativ etc.         |
| Nominale Ausdrücke             |                                 |
| Vollnomen                      | Kasus, Numerus                  |
| Interrogativ-, Relativpronomen | Kasus, Numerus                  |
| Personal-,Reflexivpronomen     | Kasus, Numerus, Person          |
| Demonstrativpronomen           | Kasus, Numerus, Distanz         |
| Adjektive                      |                                 |
| -attributive Adjektive         | Komparativ, Superlativ          |
| -prädikative Adjektive         | Komparativ, Superlativ, Numerus |

Häufig wird im Pite Saami derivationelle Morphologie genutzt, um Nomen und Verben zu bilden oder auch – wenn auch seltener – um Adjektive und Adverbien zu bilden. Sowohl die Derivationsmorphologie als auch die Flexionsmorphologie äußern sich linear (mit Hilfe von Suffixen) und nicht-linear (via Stufenwechsel, Umlaut und/oder Vokalharmonie). In vielen Fällen werden lineare und nicht-lineare Morphologie auch kombiniert.

### Lineare Morphologie
Im Pite Saami existieren sowohl Flexionssuffixe als auch Derivationssuffixe. Derivationssuffixe werden an eine lexikalische Wurzel angehängt, noch vor dem Flexionssuffix.
[ lexikalische Wurzel + Derivationsmorphem + Flexionsmorphem ] → Wort

### Nicht-lineare Morphologie (Morphophonologie)
Im Pite Saami gibt es drei verschiedene Arten, auf die nicht-lineare Morphologie ausgedrückt werden kann:
- Stufenwechsel

- Stammvokalwechsel in V1 Position (Umlaut)

- Regressive Vokalharmonie in V1 und V2 Vokalen

## Wortklassen
Allgemein gesprochen gibt es im Pite Saami zwei Hauptwortgruppen, die offene Wortklasse und die geschlossene Wortklasse. Zur offenen Wortklasse zählen unter anderem Nomen, Pronomen, Adjektive sowie Verben. Adpositionen, Konjunktionen sowie Interjektionen werden hingegen der geschlossenen Wortklasse zugeordnet.
Für Pite Saami lassen sich sieben Wortklassen unterscheiden:
| Wortklasse     | Flexionskategorie              |
| -------------- | ------------------------------ |
| Nomen          | Kasus, Numerus                 |
| Adjektive      | Numerus                        |
| Verben         | Tempus, Modus, Person, Numerus |
| Adverbien      | -                              |
| Adpositionen   | -                              |
| Konjunktionen  | -                              |
| Interjektionen | -                              |

### Nominale Ausdrücke

#### Vollnomen
Jedes Nomen im Pite Saami besteht aus einem lexikalischen Stamm, an den ein Klassenmarker sowie ein Portmanteausuffix angehängt werden:
∑ + Klassenmarker + Kasus/Numerus
Die Nomen in Pite Saami flektieren – außer in den grammatischen Fällen Essiv und Abessiv – in jedem grammatischen Fall nach Singular und Plural. Im Pite Saami wird nicht zwischen Massenomina und zählbaren Nomen unterschieden.

##### Kasus
Im Pite Saami gibt es 9 Kasus:
Nominativ, Genitiv, Akkusativ, Illativ, Inessiv, Elativ, Komitativ, Abessiv, und Essiv.
Das Kasussystem gilt sowohl für Nomen als auch für Pronomen, jedoch nicht für Adjektive und Numerale.
Kasus und Numerus werden im Pite Saami meist durch ein nominales Suffix markiert, welches durch weitere morphologische Markierungsstrategien, wie einen Konsonantenwechsel im Stamm oder einen Umlaut, ergänzt wird. Darüber hinaus werden Nomen außerdem durch nicht-lineare Stamm-Allomorphie kasus- und numerusmarkiert. Da im NOM.SG, NOM.PL und GEN.SG generell keine Suffixe verwendet werden, können Nomen in diesen drei Kasus-/Numeruskategorien nur durch nicht-lineare Morphologie ausgedrückt werden.
Die Tabelle zeigt die Kasus- und Numerusmarkierung der Nomen:
| Kasus     | Kasus | Suffix                           | Suffix                           | Erklärung |
| Kasus     | Kasus | Singular                         | Plural                           | Erklärung |
| --------- | ----- | -------------------------------- | -------------------------------- | --- |
| Nominativ | NOM   | -                                | -(~h)                            | markiert das grammatische Subjekt einer Verbalphrase |
| Genitiv   | GEN   | -(~h)                            | -j                               | der einzige adnominale Kasus im Pite Saami, markiert das possessive Nomen |
| Akkusativ | AKK   | -v                               | -jt                              | markiert das Objekt eines transitiven Verbs |
| Illativ   | ILL   | -j                               | -jda                             | markiert Nomen, die das Ziel einer Handlung sind, die durch ein Bewegungsverb ausgedrückt werden (wohinein?) markiert Nomen, die auf den Empfänger eines Ausdrucks referieren                                        |
| Inessiv   | INESS | -n                               | -jn                              | markiert Nomen, die als Ergänzung für Verbalsätze dienen, die den Ort eines Events oder Aktion anzeigen (wo?) |
| Elativ    | ELAT  | -st                              | -jst                             | markiert unter anderem Nomen als Ursprung einer Transferaktion (woheraus?) |
| Komitativ | KOM   | -jn(a)                           | -j                               | kennzeichnet Nomen, die auf jemanden oder etwas referieren, die an einer Handlung zusammen mit dem Agens teilnehmen markiert Nomen, die auf ein Instrument referieren, das zum Ausführen einer Handlung genutzt wird |
| Abessiv   | ABESS | -dak, -daga, -gat, -gahta, -ahta | -dak, -daga, -gat, -gahta, -ahta | kommt in der natürlichen Sprache eher selten vor Referent eines Nomens, das im Abessiv steht, ist nicht vorhanden.                                                                                                   |
| Essiv     | ESS   | -n                               | -n                               | flektiert nicht nach Numerus markiert prädikative Nomen, die als Ergänzungen für Verben wie sjaddat ‚werden‘. funktionieren drückt einen Zustand aus                                                                 |

##### Flexionsklassen
Im Pite Saami gibt es 3 Hauptflexionsklassen sowie diverse Unterklassen. Jedes Nomen wird durch ein sogenanntes Klassensuffix markiert, welches direkt an den Stamm des Nomens angehängt wird, noch vor dem Kasus-/Numerussuffix. Für den Großteil der Nomen in Pite Saami besteht dieses Suffix lediglich aus einem Vokal (in V2 Position).
Es gibt 2 Hauptkriterien, die verschiedenen Klassen zu postulieren:
- Die Allomorphie der NOM.SG-Form des Nominalstammes in Relation zum Rest des Flexionsparadigmas (Stufenwechsel, Umlaut)
- Die Gleichmäßigkeit der Vokalmuster zwischen dem Wortstamm und dem Kasus-Numerussuffix

| Klasse | Stufenwechsel    | Klassensuffix im NOM.SG |
| ------ | ---------------- | ----------------------- |
| I      | stark zu schwach | -a/á/o/å/e              |
| II     | schwach zu stark | -Vj                     |
| III    | schwach zu stark | -                       |

###### Klasse I
Nomen der ersten Klasse sind durch einen Stufenwechsel von starkem zu schwachem Konsonanten gekennzeichnet. Die Klasse I kann wiederum in fünf Unterklassen eingeteilt werden:
| Unterklasse | Klassensuffix |
| ----------- | ------------- |
| Ia          | -a            |
| Ib          | -á            |
| Ic          | -o            |
| Id          | -å            |
| Ie          | -e,i,á        |

###### Klasse II
Die folgenden Eigenschaften kennzeichnen die zweite Flexionsklasse:
- das Klassensuffix für NOM.SG. ist -Vj, in allen anderen Kasus-/Numeruskombinationen -V
- Stufenwechsel von schwachem zu starkem Konsonanten

###### Klasse III
Die folgenden Eigenschaften kennzeichnen die dritte Flexionsklasse:
- der Stamm endet auf einen Konsonanten
- die NOM.SG. Form der Klasse III Nomen hat kein Suffix
- Stufenwechsel von schwachem zu starkem Konsonanten

Die Klasse III wird in zwei Unterklassen eingeteilt: Klasse IIIa und Klasse IIIb.

#### Pronomen
Alle Pronomen, dazu zählen im Pite Saami Personalpronomen, Demonstrativpronomen, Reflexivpronomen, Interrogativpronomen und Relativpronomen, flektieren nach Kasus. Personal- sowie Reflexivpronomen flektieren nach Singular, Dual und Plural, während Demonstrativ-, Interrogativ- und Relativpronomen nur nach Singular und Plural flektieren.
Personalpronomen im Pite Saami flektieren nach Person und Numerus (Singular, Dual oder Plural) sowie nach Kasus. Allerdings richten sich Personalpronomen im Pite Saami nicht nach dem biologischen Geschlecht und beziehen sich nur Menschen.
|           | Singular  | Singular  | Singular  | Dual      | Dual      | Dual      | Plural    | Plural    | Plural    |
|           | 1. Person | 2. Person | 3. Person | 1. Person | 2. Person | 3. Person | 1. Person | 2. Person | 3. Person |
| --------- | --------- | --------- | --------- | --------- | --------- | --------- | --------- | --------- | --------- |
| Nominativ | mån∼månnå | dån∼dånnå | sån∼sånnå | måj∼måjå  | dåj∼dåjå  | såj∼såjå  | mij∼mija  | dij∼dija  | sij∼sija  |
| Genitiv   | muv       | duv       | suv       | munuo     | dunuo     | sunuo     | mijá      | dijá      | sijá      |
| Akkusativ | muv       | duv       | suv       | månov     | dånov     | sånov     | mijáv     | dijáv     | sijáv     |
| Illativ   | munje     | dunje     | sunje     | munnuj    | dunnuj    | sunnuj    | mijjaj    | dijjaj    | sijjaj    |
| Inessiv   | muvne     | duvne     | suvne     | munuon    | dunuon    | sunuon    | miján     | diján     | siján     |
| Elativ    | muvvste   | duvvste   | suvvste   | munuost   | dunuost   | sunuost   | mijást    | dijást    | sijást    |
| Komitativ | mujna     | dujna     | sujna     | munujn    | dunujn    | sunujn    | mijájn    | dijájn    | sijájn    |

Demonstrativpronomen basieren auf dem Stamm d-, gefolgt von –á, -a oder -u und enden mit einem Kasus-/Numerussuffix. Demonstrativpronomen im Pite Saami flektieren nach Kasus und Numerus (Singular und Plural, aber nicht Dual). Die Nähe zu der Einheit, auf die sie referieren, spielt hierbei ebenfalls eine wichtige Rolle. Dabei wird zwischen proximal (nah zum Sprechen), distal (distanziert vom Sprecher) sowie remote (sehr distanziert vom Sprecher) unterschieden.
Kasus-/Numerussuffixe für Demonstrativpronomen:
|           | Singular | Plural |
| --------- | -------- | ------ |
| Nominativ | -t       | (-h)   |
| Genitiv   | -n       | -j     |
| Akkusativ | -v       | -jt    |
| Illativ   | -sa      | -jda   |
| Inessiv   | -n       | -jtne  |
| Elativ    | -sste    | -jste  |
| Komitativ | -jna     | -j     |

Reflexivpronomen basieren auf dem Stamm etj- (‚sich‘) und flektieren nach Numerus (Singular, Dual oder Plural), Kasus und Person.
Im Pite Saami gibt es verschiedene Arten von Interrogativpronomen sowie diverse Interrogativ pro-Formen. Hierbei wird unterschieden, ob es sich um einen menschlichen Referenten handelt (in diesem Fall wird der Stamm ge- verwendet und nach Singular/Plural flektiert) oder ob es sich um einen nicht-menschlichen Referenten handelt (dann wird der Stamm m- verwendet und ebenfalls nach Singular/Plural flektiert).
|           | menschliche Referenten | menschliche Referenten | nicht-menschliche Referenten | nicht-menschliche Referenten |
|           | Singular               | Plural                 | Singular                     | Plural                       |
| --------- | ---------------------- | ---------------------- | ---------------------------- | ---------------------------- |
| Nominativ | ge                     | ge                     | mij                          | ma(h)                        |
| Genitiv   | gen                    | gej                    | man                          | mej                          |
| Akkusativ | gev                    | gejd                   | mav                          | mejd~majd                    |
| Illativ   | gesa                   | gejda                  | masa                         | mejda                        |
| Inessiv   | genne                  | gejdne                 | manne                        | majdne                       |
| Elativ    | gesste                 | gejsste                | masste                       | majsste                      |
| Komitativ | gejna                  | gej                    | majna                        | mej                          |

Relativpronomen flektieren nach Numerus und Kasus, jedoch spielt die Menschlichkeit der Referenten hierbei keine Rolle.
|           | Singular | Plural    |
| --------- | -------- | --------- |
| Nominativ | mij      | ma(h)     |
| Genitiv   | man      | mej       |
| Akkusativ | mav      | mejd~majd |
| Illativ   | masa     | mejda     |
| Inessiv   | manne    | majdne    |
| Elativ    | masste   | majsste   |
| Komitativ | majna    | mej       |

### Adjektive
Adjektive im Pite Saami definieren sich syntaktisch nach ihrer Fähigkeit, der Kopf einer Adjektivphrase sein zu können. Adjektive im Pite Saami werden in vier Subkategorien unterteilt:
- attributive Adjektive
- prädikative Adjektive
- Demonstrativa
- Numerale

Attributive Adjektive flektieren nur in elliptischen Phrasen, in denen der Kopf einer NP nicht overt realisiert wird, nach Kasus und Numerus. Prädikative Adjektive sind numerusmarkiert und ähneln daher aus morphologischer Sicht den Nomen. Demonstrativa stimmen in Numerus und Kasus mit dem Nomen überein, auf welches sie sich beziehen. Numerale hingegen, flektieren nie.

#### Komparativ und Superlativ
Die Komparativ- und Superlativformen von attributiven und prädikativen Adjektiven werden durch ein Suffix gebildet. Aus morphosyntaktischer Sicht schient es, dass aus allen Adjektiven Komparativ- und Superlativformen gebildet werden können, auch wenn semantische Einschränkungen es verhindern.
Die prädikativen Singular Superlativ- und Komparativformen sind identisch mit den entsprechenden attributiven Formen. Die prädikative plurale Superlativ- und Komparativform hingegen wird durch ein Suffix markiert, welches aus einem einzigen Vokal (in den meisten Fällen –a) besteht.
Die Bildung von Komparativformen erfolgt durch das Anhängen des Suffixes –p an eine adjektivische Wurzel. Hat die Wurzel eine geschlossene letzte Silbe, wird ein –u zwischen die Wurzel und dem Suffix eingefügt. In prädikativen Positionen wird der Plural immer durch ein Suffix markiert, das aus einem Vokal (meist –a, manchmal –o) besteht. Was genau die Wahl des Pluralsuffixes der Komparativform bestimmt, ist nicht bekannt.
Das Superlativsuffix hat vier Allomorphe:
- Attributive und singulare Prädikativform:
  - -mos (wenn Wurzel auf geschlossene Silbe endet),
  - -mus oder -jmus (wenn Wurzel auf offene Silbe endet)
- Wenn resultierende Form merkwürdige Silbenzahl hat: -bmus-
- Wenn letzte, merkwürdige Silbe vorhanden ist (z. B. bei pluraler Prädikativform): -bmus-

### Verben
Verben im Pite Saami flektieren nach Person, Numerus (Singular, Dual, Plural), Tempus (Präsens und Präteritum) und Modus (Indikativ, Imperativ, Potentialis) und setzen sich aus einem Stamm, einem Klassenmarker und einem Suffix oder mehreren Suffixen zusammen.
∑ + Klassenmarker + Modus/Tempus/Person/Numerus

#### Finite Verben
Finite Verben stimmen im Numerus mit dem Subjekt eines Satzes überein und flektieren nach Singular, Dual oder Plural. Des Weiteren stimmen finite Verben in den Modi Indikativ und Potentialis in der Person überein.
In indikativen Sätzen können Verben nach Präsens oder Präteritum flektieren. Verben, die im Präsens stehen können ausdrücken, dass eine Situation in der Gegenwart wahr ist oder sie können generelle Wahrheiten ausdrücken. Außerdem kann das Präsens auch das historische Präsens oder geplante Zukunftssituationen ausdrücken. Daher ist der Begriff Präsens etwas irreführend und wird passender durch den Begriff ‚nicht-Vergangenheit‘ ausgedrückt.
Es gibt 3 Modi im Pite Saami: den Indikativ, den Imperativ und den Potentialis. Der Indikativ, der unmarkierte Modus findet am häufigsten Verwendung im Pite Saami. Verben im Imperativ sind personenmarkiert, aber nicht numerusflektiert (Singular, Dual, Plural).
Verben, die im Potentialis stehen werden durch das Morphem –tj- markiert, gefolgt von einem Personen-/Numerussuffix. Der Potentialis drückt aus, dass eine Handlung wahrscheinlich passieren wird. Des Weiteren kann der Potentialis genutzt werden, um Bitten auszudrücken.

#### Infinite Verben
Die meisten infiniten Verben im Pite Saami stehen im Infinitiv, Konnegativ, im Perfekt oder in Progressive-Formen. Jedes dieser infiniten Verben kann mit einem Auxiliarverb in Erscheinung treten.
Um eine zukünftige Handlung auszudrücken, wird das Verb gallgat (werden) zusammen mit der infiniten Form des lexikalischen Verbes verwendet.
Pite Saami weist zwei verschiedene Aspekte auf: das Perfekt und das Progressive. Beide werden durch eine Kombination aus dem Auxiliarverb årrot ‘sein’ und der jeweils relevanten infiniten Verbform gebildet. Das Perfekt wird durch das Suffix –m markiert. Verben, die im Perfekt stehen drücken aus, dass eine Aktion aus der Vergangenheit in einer gegenwärtigen Situation noch relevant ist. Verben, die im Progressiv stehen, drücken eine noch andauernde Handlung aus. Progressive Verbformen sind durch das Suffix –min gekennzeichnet, das an den Verbstamm angehängt wird.
Die Negation im Pite Saami wird ausgedrückt durch das finite Negationsverb und eine nicht-finite Verbform. Das Negationsverb stimmt in Person und Numerus mit dem Subjekt überein und flektiert nach Tempus und Modus. Das Komplementverb erscheint in einer besonderen Verbform, dem Konnegativ.

#### Passiv
Passive Verbformen werden abgeleitet mit Hilfe des Suffixes –duvv. Passive Verben können finite Verben sein, die nach Tempus, Person und Numerus flektieren oder infinite Formen, wie das Perfekt.

#### Flexionsklassen
Jedes Verb im Pite Saami wird durch ein Klassensuffix markiert, welches direkt an den Verbstamm angehängt wird. Die Einteilung der Verben in die verschiedenen Verbklassen erfolgt nach folgenden Kriterien:
- Die Gleichmäßigkeit der Vokalmuster zwischen Stamm und Klassenmarkierungssuffix
- Anzahl an Silben in der Infinitivform
- Das Vorhandensein abweichender Personen-, Numerussuffixe relativ zu den anderen Verbklassen
- Umlaut und Stufenwechsel

|        | Infinitiv     | Infinitiv  |                       |
| Klasse | Klassensuffix | Silbenzahl | Stufenwechsel/ Umlaut |
| ------ | ------------- | ---------- | --------------------- |
| I      | -o            | 2          | ✓                     |
| II     | -a/å          | 2          | ✓                     |
| III    | -e            | 2          | ✓                     |
| IV     | -V            | 2          |                       |
| V      | -i            | 3          |                       |

##### Klasse I
Verben, die der ersten Klasse angehören:
- haben eine zweisilbige Infinitivform
- haben immer das Klassensuffix -o
- möglicherweise Stufenwechsel und Umlaut, aber keine Vokalharmonie

##### Klasse II
Verben, die der zweiten Klasse angehören:
- haben eine zweisilbige Infinitivform mit dem Klassensuffix -a (Klasse IIa) oder -å (Klasse IIb)
- möglicherweise Stufenwechsel, Umlaut und Vokalharmonie

Die meisten Flexionsformen haben das gleiche Klassensuffix wie die Infinitivform, es gibt jedoch einige Abweichungen:
| Form      | Suffix | Form      | Suffix |
| --------- | ------ | --------- | ------ |
| 3.SG.PRS  | -a     | 1.DU.PRS  | -e     |
| 1.SG.PRÄS | -i     | 2.SG.PRÄT | -e     |
| 3.PL.PRS  | -e     | 3.PL.PRÄT | -e     |
| 2.DU.IMP  | -e     | 2.PL.IMP  | -i     |

##### Klasse III
Verben, die der dritten Klasse angehören:
- haben eine zweisilbige Infinitivform mit dem Klassensuffix -e
- möglicherweise Stufenwechsel, Umlaut und Vokalharmonie

##### Klasse IV
Verben, die der vierten Klasse angehören:
- haben eine zweisilbige Infinitivform
- keine allomorphe Variation im Stamm und im Klassenamarker
- abweichende Person-/Numerussuffixe mit einem -j-Element

##### Klasse V
Verben, die der fünften Klasse angehören:
- haben eine dreisilbige Infinitivform mit dem Klassensuffix -i
- kein Stufenwechsel, kein Umlaut, keine Vokalharmonie

### Weitere Wortklassen
Im Pite Saami gibt es außerdem weitere Wortklassen: Adverbien, Adpositionen, Konjunktionen und Interjektionen.
Adverbien definieren sich nach ihrer Fähigkeit, der Kopf einer Adverbialphrase sein zu können. Adverbien können in zwei Hauptgruppen unterteilt werden: abgeleitete Adverbien (Suffix –t) und lexikalische Adverbien.
Adpositionen definieren sich syntaktisch nach ihrer Fähigkeit, der Kopf einer Adpositionalphrase sein zu können. Postpositionen werden durch NPs im Genitiv ergänzt. Einige Wörter, die normalerweise als Postpositionen genutzt werden, können auch als Präposition auftreten. Pite Saami kennt, wie auch andere Saami-Sprachen, nur wenige Präpositionen.
Konjunktionen verbinden Phrasen und Sätze miteinander. NPs, APs und Verben können mit anderen Phrasen desselben Typs durch eine Konjunktion verbunden werden. Klar ist jedoch nicht, ob PPs und AdvPs miteinander verbunden werden können.
Interjektionen drücken Gefühle oder die Einstellung des Sprechers gegenüber einer Sache aus. Viele der Interjektionen im Pite Saami sind Lehnwörter aus dem Schwedischen.

## Derivationelle Morphologie
Pite Saami ist reich an derivationellen Umformungsprozessen. Das betrifft vor allem die Kategorien Substantivierung und Verbalisierung, für Adjektive und Adverbien hingegen existieren nur wenige morphologische Prozesse.

### Nominale Derivation
Von Nominalisierungsprozessen können sowohl Verben und Adjektive als auch andere Nomen betroffen sein. Die häufigsten substantivierenden Morpheme sind:
- Diminutiv: Das Suffix -tj wird an ein Nomen angehängt. Das resultierende denominale Nomen gehört zur Klasse IIIa. Semantisch drückt es eine Verniedlichung des Basisnomens aus. Beispiel: vájbmo (= Herz) – vájmu-tj (= Herzchen)
- Allgemeine Substantivierung: Das Suffix -k (zwischen Vokalen /g/ gesprochen) wird an ein Nomen, Verb oder Adjektiv angehängt. Die möglichen Bedeutungen umfassen ein breites Spektrum, üblicherweise beschreibt das resultierende Nomen aber einen Referenten mit derjenigen Eigenschaft, die durch den Wortstamm beschrieben wird. Beispiele: jahke (= Jahr) – jaga-k (= Einjähriger); máhttet (= können) – máhta-k (= Sachverständiger); suajbm (= langsam) – suojme-k (= langsame Person); vihta (= fünf) – vida-k (= Fünf-Kronen-Münze)
- Aktionssubstantivierung: Das Suffix -o wird an ein Verb angehängt. Das resultierende deverbale Nomen beschreibt die Aktion oder das Ergebnis der Aktion, die durch das Basisverb eingeführt wird. Das resultierende Nomen zählt zur Klasse Ic. Beispiele: barrgat (= arbeiten) – barrg-o (= Arbeit); lávvlot (= singen) – lávvl-o (= Lied/Hymne). Die Bedeutung kann sich auch auf ein verwandtes Konzept beziehen. Beispiel: gåjjkåt (= trocknen) – gåjjk-o (= Dürre/Durst)
- Agens-Substantivierung: Das Suffix -däddje wird meist an ein Verb, manchmal aber auch an ein Nomen angehängt. Das resultierende Nomen referiert auf eine Person, die in die vom Verb beschriebene Aktion involviert ist. Beispiele: málestit (= kochen) – máles-däddje (= Koch); gieles (= Lüge) – gieles-däddje (= Lügner)
- Zustandssubstantivierung: Das Suffix -vuohta wird üblicherweise an ein Adjektiv, selten auch an ein Nomen angehängt und beschreibt den vom Stamm eingeführten Zustand. Beispiele: sádnes (= wahr) – sádnes-vuohta (= Wahrheit); mánná (Kind) – mánná-vuohta (= Kindheit)

### Verbale Derivation
Der Bereich der verbalen Derivation ist der komplexeste innerhalb der derivationellen Morphologie im Pite Saami. Ruong (1943) beschreibt 40 Verbalsuffixe. Im Folgenden sind die am häufigsten verwendeten Affixe aufgeführt:
- Diminutiv -tj: Dieses Suffix wird an ein anderes Verb angehängt und hat die Bedeutung, eine Aktion nur ein wenig, bzw. in eingeschränktem Rahmen auszuführen. Das resultierende Verb zählt zur Klasse V. Obwohl andere Verbalsuffixe ebenfalls eine diminutive Bedeutung auslösen können, ist -tj das einzige Suffix, das dies systematisch tut. Beispiele: barrgat (= arbeiten) – barga-tji-t (= ein bisschen arbeiten); vádtset (= laufen) – vádtsa-tji-t (= langsam laufen)
- Verbales Derivationssuffix -st: Dieses Suffix wird an eine Postposition, ein Nomen oder ein Verb angehängt. Das resultierende Verb kann einfach die Aktion des Basisnomens beschreiben, aber auch eine diminutive oder kausale Bedeutung tragen. Beispiele: birra (= umher/herum) – bira-sti-t (= herumfahren); dållå (= Feuer) – dålå-sti-t (= ein Feuer machen)
- Verbales Derivationssuffix -d: Dieses Suffix wird an ein Adverb oder ein Nomen angehängt und löst entweder eine diminutive Bedeutung aus oder wirkt reflexivierend oder transitivierend. In manchen Fällen führt es auch überhaupt keine ersichtliche Bedeutungsänderung bei. Beispiele: bassat (= waschen) – basá-di-t (= sich waschen); bussot (= blasen) – buso-di-t (= ausblasen); tjájbmat (= lachen) – tjájma-di-t (= lachen)
- Verbales Derivationssuffix -dall: Dieses Suffix wird an ein Adjektiv, Verb oder Nomen angehängt. Das resultierende Verb beschreibt eine Charakterisierung durch den Stamm und gehört zur Klasse IIa. Beispiele: lajjkes (= faul) – lajkas-dalla-t (= faul sein); etjas (= sich) – etjas-dalla-t (= dickköpfig sein); gähtjat (= sehen) – giehtja-dalla-t (= untersuchen/hineinschauen)
- Passivierung -duvv: Dieses Suffix wird an ein transitives Verb gehängt und bewirkt eine Passivierung: Die Valenz wird um eins reduziert, das direkte Objekt wird zum Subjekt und trägt Nominativ. Der oblique Agens wird optional und steht im Elativkasus. Beispiele: Aktiv: mánáchild-NOM.PL läbe-3.SG.PRS tsiggimbuild-PRF gådevhut-AKK.SG („Kinder haben die Hütte gebaut“); Passiv: gåhtehut-NOM.SG läbe-3.PL.PRS tsiggij-duvvu-mbuild-PASS.PRF mánájstchild-ELAT.PL („Die Hütte wurde von Kindern gebaut“). Das Suffix kann auch an ein Nomen oder Adjektiv gehängt werden, wobei es in diesem Fall eine Zustandsänderung an dem durch den Stamm beschriebenen Referenten ausdrückt. Beispiele: vuoras (= alt) – vuoras-duvva-t (= altern); tjálbme (= Auge) – tjálme-duvva-t (= erblinden)

### Adjektivische Derivation
Im Pite Saami gibt es nur zwei derivationelle Prozesse, die Adjektive erzeugen:
- Nicht-produktive Derivation: Das Suffix -s wird an ein anderes Adjektiv angehängt. Da dieser Prozess nicht mit allen Adjektiven systematisch möglich ist, gilt er als nicht-produktiv. Beispiel: bahá (= Teufel) – bahá-s (= teuflisch)
- Produktive Derivation: Das Suffix -át/-et wird an eine Kardinalzahl angehängt um eine Ordinalzahl zu erzeugen. Die Wörter vuostas (= erster) und mubbe (= zweiter) sind allerdings suppletiv.

### Adverbiale Derivation
Im Pite Saami gibt es nur einen Adverbialisierungsprozess:
- Das Suffix -git wird an ein Adjektiv angehängt, um daraus ein Adverb zu formen.

## Phrasentypen

### Verbalphrase
Der Verbalkomplex im Pite Saami besteht aus einem finiten Verb und optional einem oder zwei nicht-finiten Verben. Die Reihenfolge ist dabei nicht strikt vorgegeben, folgt aber meistens dem Muster in der unteren Tabelle. Die Verben können auch durch andere Elemente, wie beispielsweise Adverbien, voneinander abgetrennt sein.
| Anzahl der Verben | Verbform                          | Verbform                                | Verbform                                |
| ----------------- | --------------------------------- | --------------------------------------- | --------------------------------------- |
| 1                 | finites Verb (lexikalisch/Kopula) |                                         |                                         |
| 2                 | finites Verb (grammatisch)        | nicht-finites Verb (lexikalisch/Kopula) |                                         |
| 2                 | Modalverb                         | Infinitiv                               |                                         |
| 2                 | Aspektuales Hilfsverb             | Perfekt/Progressiv                      |                                         |
| 2                 | Negationsverb                     | Konnegativ                              |                                         |
| 3                 | finites Verb (grammatisch)        | nicht-finites Verb (grammatisch)        | nicht-finites Verb (lexikalisch/Kopula) |
| 3                 | Aspektuales Hilfsverb             | Modalverb im Perfekt/Progressiv         | Infinitiv                               |
| 3                 | Negationsverb                     | Modalverb im Konnegativ                 | Infinitiv                               |
| 3                 | Negationsverb                     | Aspektuales Hilfsverb im Konnegativ     | Perfekt/Progressiv                      |

### Nominalphrase
Die Nominalphrase kann sowohl von vollen Nomen als auch von Pronomen besetzt werden. Sie erfüllt die syntaktische Funktion von Verbalargumenten, Postpositionalargumenten, Adjunkten, Prädikaten, Adverbialen, Possessoren und Modifizierern anderer NPs. Außerdem kann eine Nominalphrase selbst durch Relativsätze, Postpositionalphrasen und nicht-finite Verben modifiziert werden.
Die Struktur sieht dabei wie folgt aus: [ (Demonstrativpronomen) + (andere Modifizerer) + Nomen/Pronomen + (reflexivischer Verstärker) + (Relativsatz) ]
Wenn der Nominalkomplex ein Demonstrativpronomen oder einen Modifizierer enthält, wie beispielsweise ein Zahlwort oder in selteneren Fällen auch ein Adjektiv, kann das Kopfnomen optional entfallen (Ellipse).
Beispiel: båroveat-1.SG.PRS rupsisavred-ACC.SG [ __ ] („Ich esse das rote [ __ ]“)
Personalpronomen können wie volle Nomen auch modifiziert werden.

### Adjektivphrase
In Abhängigkeit vom Kopfadjektiv werden die Adjektivphrasen in drei Kategorien eingeteilt:
- attributive APs (diese modifizieren Nomen)
- prädikative APs (diese schreiben Subjekten einer Kopula eine Eigenschaft zu)
- numerale APs

Adverbien können Adjektivphrasen modifizieren und stehen diesen in solchen Fällen immer voran. Diese Konstruktionen tauchen aber vergleichsweise selten auf. Die häufigsten dieser Adverbien sind dabei ilá (= auch), nåv (= so), huj (= wirklich), åbbå (= völlig), gajk (= alle).

### Adverbialphrase
Der Kopf der Adverbialphrase, das Adverb, kann durch weitere Adverbien modifiziert werden. Eine adverbiale Funktion kann außer von Adverbien auch durch Nominalphrasen, Adjektivphrasen, Postpositionalphrasen und nicht-finite Verbformen erfüllt werden.

### Postpositionalphrase
Die Postposition (der Kopf der PP) kann im Pite Saami sowohl vor als auch nach dem Nominalkomplement stehen. Das Komplement ist immer im Genitiv flektiert. In vereinzelten Fällen können ausgewählte Postpositionen auch präpositional auftauchen.

## Wortstellung
Pite Saami hat eine relativ freie Wortstellung: Möglich sind SVO, SOV, OSV und VSO, allerdings gibt es Unterschiede in der Häufigkeit. SVO ist bei fehlendem Kontext die präferierte Variante.
Beispiel: mån1.SG.NOM vuojnavsee-1.SG.PRS bierdnavbear-ACC.SG („Ich sehe einen Bären“)
Die Ursache für diese Präferenz kann allerdings auch in der Verwendung des Schwedischen als Metasprache in den Elizitierungssitzungen liegen. Eine zusätzlich Schwierigkeit zur Bestimmung der Grundwortstellung liegt darin, dass NPs im Pite Saami oft nicht overt realisiert werden, sodass die Wortstellung für diese Sätze nicht festgestellt werden kann. Trotz der weitestgehend freien Wortstellung, gibt es einige wenige obligatorische Regeln. Dazu gehört, dass manche Elemente wie beispielsweise das Adverb da (= dann) immer vor dem Verb stehen müssen.

## Einfache Sätze

### Informationsstruktur
Das Topic (meistens das Subjekt) geht dem Comment im Pite Saami voran. Der Fokus ist nach dem Verb positioniert und ist meist das Verbkomplement. Das Element im Fokus kann aber auch wegbewegt werden, wie es zum Beispiel bei Konstituentenfragen der Fall ist.

### Deklarativsatz
Pite Saami ist eine Nominativ-Akkusativ-Sprache. Grammatische Rollen sind alle morphologisch – also nicht durch die Wortstellung – markiert. Das finite Verb ist für Person, Numerus, Tempus und Modus markiert. Der Aspekt wird im Pite Saami analytisch durch ein Auxiliarverb in Verbindung mit einer nicht-finiten Verbform ausgedrückt. Das finite Verb kongruiert mit dem Subjekt in Person und Numerus (außer im Imperativ). In intransitiven Sätzen steht das Subjekt im Nominativ. In transitiven Sätzen steht das Subjekt im Nominativ und besetzt meistens die Agensrolle, das direkte Objekt steht im Akkusativ und besetzt meistens die Patiensrolle. In ditransitiven Sätzen steht das indirekte Objekt meistens im Illativ.

### Passiv
Bei der Passivierung wird aus einem transitiven ein intransitiver Satz, der Patiens wird zum syntaktischen Subjekt und erhält damit den Nominativkasus. Der Agens taucht nur noch optional auf und steht im Elativkasus. Das Verb wird durch ein Passivsuffix markiert (siehe Abschnitt Verbale Derivation).

### Possessivkonstruktion
Im Pite Saami gibt es zwei Varianten, Besitzverhältnisse auszudrücken. Für die eine Variante wird eine Kopulakonstruktion verwendet, diese ist aber äußerst unüblich (siehe Abschnitt Prädikativsatz). Für die zweite und häufigere Variante wird das Verb adnet (= haben) verwendet.
Beispiel: jaand däthen inijmähave-1.PL.PST gusajdcow-ACC.PL („Und dann hatten wir Kühe“)

### Prädikativsatz (Kopulaausdrücke)
Das Kopulaverb im Pita Saami ist årrot (= sein). Prädikativsätze können je nach Art des Komplements klassifiziert werden:
- Ist das Komplement eine Nominalphrase im Nominativ, identifiziert oder klassifiziert diese den Referenten (das Subjekt) der Kopula. Beispiel: mån1.SG.NOM levbe-1.SG.PRS sábmesaami-NOM.SG („Ich bin ein Saami“)
- Ist das Komplement eine Adjektivphrase, schreibt diese dem Subjekt eine Eigenschaft zu. Beispiel: buhtsojreindeer-NOM.PL läbe-3.PL.PRS navso buojdefat.PL jaand tjábbebeautiful-PL („Die Rentiere sind so fett und schön“)
- Ist das Komplement eine Nominalphrase im Inessiv, wird die Position des Subjekt beschrieben. Beispiel: måj1.DU.NOM lijmenbe-1.DU.PST FuordnaginFurodnak-INESS.SG („Wir zwei waren in Fuordnak“). Außerdem kann dadurch ein Besitzverhältnis gegenüber dem Subjekt ausgedrückt werden. Diese Konstruktion wird allerdings kaum verwendet. Beispiel: muvne1.SG.INESS läbe-3.SG.PRS aktaone mánnáchild-NOM.SG („Ich habe ein Kind“)
- Ist das Komplement eine Nominalphrase im Elativ, wird das Material des Subjekt beschrieben. Beispiel: jaand dátDEM.PROX.NOM.SG läbe-3.SG.PRS ajalso struvdastcloth-ELAT.SG („Und das ist auch aus Stoff“)
- Ist das Komplement ein Temporaladjunkt, handelt es sich um einen Existenzausdruck. Die Wortstellung ist dabei obligatorisch Temporalausdruck – Kopula – Subjekt. Beispiel: jaand dále'lnow-be-3.SG.PRS káffacoffee.NOM.SG („Und jetzt ist Kaffeezeit“)

### Existentialis
Existenzaussagen werden im Pite Saami durch das Verb gävdnut (abgeleitet von gávdnat = finden) ausgedrückt. Das Element, dessen Existenz vorausgesetzt wird besetzt die Position des Subjekts. In diesen Konstruktionen folgt das Subjekt meistens dem Verb. Der Grund dafür liegt in der Informationsstruktur, da das Subjekt hier im Fokus steht. Wenn es bedingt durch den Kontext bereits vorausgesetzt wird, kann es auch vor dem Verb stehen.
Beispiel: várenmountain-INESS.SG gävdnuexist-3.PL.PRS ajalso juomosorrel-NOM.PL („In den Bergen gibt es auch Sauerampfer“)

### Potentialis
Der Potentialis wird durch das Suffix -tj markiert. Das Subjekt ist dabei meistens nicht overt.
Beispiel: näno, virtitjavmust-POT.1.SG nuollatundress-INF („Oh nein, ich werde wahrscheinlich etwas ausziehen müssen“)
Der Potentialis kann außerdem als abgeschwächte oder höfliche Form für den Imperativ verwendet werden.
Beispiel: vuosjatjaprepare-POT.2.SG káfavcoffee-ACC.SG („Du könntest vielleicht etwas Kaffee machen“)

### Imperativ
In Imperativsätzen ist das Subjekt nicht overt und bezieht sich immer auf einen Referenten in der zweiten Person. Dieser Satztyp ist durch ein Portmanteaumorphem auf dem finiten Verb markiert, das den Imperativmodus und Numerus ausdrückt. Das Verb steht normalerweise am Satzanfang.
Beispiel: biejaput-SG.IMP pirunavpotato-ACC.SG bävvdajtable-ILL.SG („Leg die Kartoffel auf den Tisch“)
Eine Ausnahme bildet dabei der folgende feststehende Ausdruck, der aus dem Schwedischen übernommen wurde:
gijtovthank-ACC.SG adnenhave-DU.IMP („Dankeschön!“)
Imperativsätze enthalten oft auch das Adverb dále (= jetzt), abgekürzt dál.

### Interrogativsatz

#### Konstituentenfragen
Konstituentenfragen sind im Pite Saami als einziger Satztyp syntaktisch markiert. Das Fragewort steht als Fokus dabei obligatorisch am Satzanfang und kongruiert in Kasus und Numerus mit der erfragten grammatischen Rolle. Die Fragewörter unterscheiden sich in ihrer Wurzel je nachdem, ob sie auf einen Menschen referieren oder nicht.
Beispiele: mavwhat-ACC.SG dån2.SG.NOM hålåsay-2.SG.PRS? („Was sagst du?“)
gustefrom where dån2.SG.NOM bådácome-2.SG.PRS? („Woher kommst du?“)
Die Diskurspartikel nå (= ja/nun/also) steht in Konstituentenfragen sehr oft satzinitial, ist aber nicht obligatorisch und kann auch in anderen Satztypen vorkommen.

#### Polaritätsfragen
Polaritätsfragen unterscheiden sich nicht eindeutig von Deklarativsätzen, weder in Wortstellung noch Intonation. Allerdings steht das finite Verb häufig vor dem Subjekt und satzinitial.
Beispiel: suovadesmoke-2.SG.PRS dån2.SG.NOM? („Rauchst du?“)
Gelegentlich gehen aber auch andere Elemente dem Verb voran. Es existiert zwar eine Fragepartikel gu/gus, die dem finiten Verb folgt, allerdings ist er nicht obligatorisch und wird nur selten verwendet.

## Satzeinbettung

### Infinite Konstruktionen
Im Pite Saami gibt es drei Gruppen von Verben mit einem nicht-finiten Verbalkomplement. Modalverben verlangen den Infinitiv, aspektuale Auxiliarverben Perfekt oder Progressiv und das Negationsverb verlangt den Konnegativ. Das finite Verb steht immer vor dem nicht-finiten, außer es steht im Fokus.

#### Modalverben
Das Komplement eines Modalverbs wird durch das Infinitivsuffix -t markiert. Die Modalverben im Pite Saami sind máhttat (= können), ådtjot (= dürfen), virrtit (= müssen), hähttut (= müssen), sihtat (= wollen), gallgat (= werden/sollen).
Beispiel: mij1.PL.NOM máhttepcan-1.PL.PRS ságastitspeak-INF BidumsámePite Saami-GEN.SG gielavlanguage-ACC.SG („Wir können die Sprache Pite Saami sprechen.“)
Das Modalverb gallgat kann auch Futur ausdrücken und steht oft in Konditionalsätzen des Typs I.

#### Aspektuale Auxiliarverben
Das nicht-finite Verb, das dem Auxiliarverb årrot (= sein) folgt, wird im Perfekt durch das Suffix -m und im Progressiv durch das Suffix -min markiert.
Beispiel: dennethere livbe-1.SG.PRS riegadambe born-PRF („Ich bin dort geboren“)

#### Negationsverb
Negation wird im Pite Saami durch eine Konstruktion mit einem Negationsverb ausgedrückt. Das Negationsverb kann ausschließlich in der finiten Form vorkommen, flektiert für Tempus und Modus und kongruiert mit dem Subjekt. Das Komplement des Negationsverbs steht in der nicht-finiten Konnegativform. Das Komplement kann auch ein Auxiliar- oder Modalverb sein. Das Negationsverb geht seinem Komplement immer voran.
Beispiel: ivNEG.1SG.PRS jáhkebelieve-CONNEG („Ich glaube nicht“)

### Subordination
Ein subordinierter Satz kann entweder Komplement oder Adverbialsatz sein.

#### Komplementsatz
Ein Nebensatz als Komplement füllt ein Argument im Matrixsatz. Der Komplementsatz kann durch einen Komplementierer markiert sein oder ohne Komplementierer neben den Matrixsatz gestellt werden.
In finiter Form wird dem Komplementsatz der Komplementierer att vorangestellt. Der Komplementsatz folgt dabei dem Matrixsatz.
Beispiel: menbut mån1.SG.NOM diedavknow-1.SG.PRS attSUBORD háregreyling-NOM.PL läbe-3.PL.PRS jávrenlake-INESS.SG („Aber ich weiß, dass es Äscher in dem See gibt“)
Bei einigen Verben kann der Nebensatz dem Matrixsatz ohne Komplementierer anbei gestellt werden, beispielsweise bei jáhkket (= glauben), diehtet (= wissen), hållåt (= sagen), tuhtjet (= mögen).
Beispiel: menbut hålåvsay-1.SG.PRS, vuhtjijmäshott-1.PL.PST mija1.PL.NOM sárvavmoose-ACC.SG („Aber dann sage ich, wir schießen einen Elch“)
Auch Konstituentenfragen sind als Komplement möglich. Das Komplement kann dem Matrixsatz dabei auch vorangehen.
Infinite Nebensätze werden ohne Verbindungswort an den Matrixsatz angeknüpft. Meistens folgt das Komplement dem Matrixsatz. Infinite Einbettung ist beispielsweise mit Verben wie állget (= anfangen) oder vajáldahtet/åjaldahtet (= vergessen) möglich.
Beispiel: näno, mån1.SG.NOM livbe-1.SG.PRS åjaldahtamforget-PRF valldettake-INF maŋenwith („Nein, Ich habe vergessen es mitzunehmen“)

#### Adverbialsatz
Adverbialsätze werden durch ein subordinierendes Element eingeleitet, beispielsweise gu (= als), jus (= falls), maŋŋel (= nachdem), åvdål (= bevor) oder innan (= bevor). Adverbialsätze können dem Matrixsatz vorangehen oder folgen.
Beispiel: hihtumust-2.SG.PRS vanjwell däthen baktjatback-INF innanbefore mån1.SG.NOM stärtivstart-1.SG.PRS motoravmotor-ACC.SG („Also, du musst dann zurücksetzen, bevor ich den Motor starte“)

#### Konditionalsatz
Der Nebensatz wird bei Konditionalsätzen durch jus (= wenn/falls) eingeleitet. Davon abgesehen unterscheiden sich Konditionalsätze nicht anderweitig von Deklarativsätzen. Der eingebettete Satz kann sowohl vor als auch nach dem Matrixsatz stehen.

### Relativsatz
Relativsätze werden durch ein Relativpronomen zu Beginn des eingebetteten Relativsatzes markiert. Ansonsten gleichen Relativsätze einem gewöhnlichen Aussagesatz. Der Kasus des Relativpronomens entspricht der syntaktischen Position, die gefüllt wird. Im Numerus kongruiert es mit dem modifizierten Kopfnomen.
Beispiel: däthen inijmähave-1.PL.PST aktavone-ACC.SG vuoksavbull-ACC.SG majnaREL.COM.SG vuojadijmädrive-1.PL.PST muorajdwood-ACC.PL („Wir hatten einen Bullen, mit dem wir Feuerholz transportiert haben“)
Das Relativpronomen wird wie Demonstrativ- und Interrogativpronomen nur für Singular und Plural, nicht jedoch für Dual flektiert. Die Formen des Pronomens sind außerdem homophon mit denjenigen des Interrogativpronomens, die auf nicht-humane NPs referieren. Zwischen dem Relativpronomen und der modifizierten NP kann eine Postposition geschoben werden. Relativpronomen können eine große Bandbreite an syntaktischen Positionen füllen, beispielsweise Argumente, Adjunkte, Postpositionalkomplemente und Possessoren.

## Satzverknüpfung
Um zwei Sätze zu koordinieren, wird eine Konjunktion zwischen die beiden Sätze eingeschoben. Die koordinierten Sätze unterscheiden sich ansonsten nicht von Deklarativsätzen. Die Konjunktionen sind ja (= und), vala (= aber), men (= aber), jala (= oder), eller (= oder).